# ワンコイン
| ウィキペディアには「ワンコイン」という見出しの百科事典記事はありません（タイトルに「ワンコイン」を含むページの一覧/「ワンコイン」で始まるページの一覧）。 代わりにウィクショナリーのページ「ワンコイン」が役に立つかもしれません。 |